# Диамандис Драгатас
Диамандис (Мамандис) Драгатас (на гръцки: Διαμαντής, Μάμαντης Δραγατάς) е гръцки османски политик от Негуш.

## Биография
Драгатас е роден в южномакедонския град Негуш (Науса) около 1865 година във влиятелно богато семейство. Остава без добро образование, но придобива голямо влияние в града и оглавява противната на Зафиракис Теодосиу партия. След втората обсада на града от Али паша в 1798 година и убийството на архонта Томас Хадзихимонас за нов архонт е избран Драгатас. Той управлява града две години до 1800 година и е сменен от Зафиракис Теодосиу. След албанското управление и връщането на Теодосиу на власт в 1814 година Драгатас се оттегля в Солун. В 1822 година участва в кампанията на Мехмед Емин паша (Абу Лабуд) срещу Негуш при потушаването на Негушкото въстание и спасява много негушки семейства от смърт. Умира около 1828 година.